# Nueva economía política
La nueva economía política (NEP) trata interdisciplinariamente una pluralidad temática: la lógica de la acción colectiva, la economía política del desarrollo, el control electoral, la organización de las actividades legislativas, la burocracia pública, la regulación de los servicios, la provisión de bienes públicos y la toma de decisiones en los sistemas políticos, utilizando la metodología de la economía neoclásica, teniendo en cuenta los actores políticos de forma individual y / o actuando colectivamente, en grupos, tales como los votantes, la administración, partidos políticos y grupos de interés.
La utilización del término nueva economía política fue elegido argumentando que el método en cuestión puede considerarse un heredero, en la ciencia social moderna, de la economía política clásica (de autores tales como Adam Smith, John Stuart Mill y Karl Marx).
La nueva economía política se ve como una economía positiva, que describe el contexto actual, cómo es. Lo antagonista de esto es la economía normativa, que quiere explicar un estado ideal, es decir, cómo debería ser.